# Mack Hansen
Mackenzie („Mack“) Hansen (* 27. März 1998 in Canberra, Australien) ist ein australisch-irischer Rugby-Union-Spieler. Er spielt auf der Position des Außendreiviertels für das irische Team Connacht Rugby und die irische Nationalmannschaft. Zu seinen Erfolgen gehört ein Turniersieg mit Irland bei den Six Nations (mit Grand Slam).

## Biografie

### Vereinskarriere
Hansen versuchte sich in seiner Jugend zunächst als Fußballspieler, bevor er mit 13 Jahren die Sportart wechselte. Aufgewachsen in Manly bei Sydney, absolvierte er eine Ausbildung zum Elektriker; diese brach er jedoch ab, um sich seiner Sportkarriere zu widmen. Dem Beispiel seines Großvaters Kevin Hansen folgend, der in den 1950er Jahren für die Western Suburbs Magpies und die australische Rugby-League-Nationalmannschaft gespielt hatte, probierte er zuerst die Variante Rugby League aus, bevor er sich auf Rugby Union festlegte. Seinen ersten Profivertrag unterschrieb er im März 2019 bei den Brumbies. Nach zwei Saisons in der internationalen Liga Super Rugby wechselte er 2021 nach Irland zum Team Connacht Rugby in der United Rugby Championship.

### Nationalmannschaft
2018 nahm Hansen mit der australischen U20-Auswahl an der Juniorenweltmeisterschaft teil. Da er vom australischen Verband kein weiteres Aufgebot bekam und dank seiner in Cork geborenen Mutter ohnehin für Irland startberechtigt war, wurde er gezielt von der Irish Rugby Football Union abgeworben. Er nahm im November 2021 an einem Lehrgang teil und stand zwei Monate später im Kader für das Six Nations 2022. Sein erstes Test Match für die irische Nationalmannschaft bestritt er am 5. Februar 2022 beim 29:7-Heimsieg gegen Wales, wobei er sogleich zum „Man of the Match“ gewählt wurde. Sein erster Versuch folgte eine Woche später gegen Frankreich.
Hansen etablierte sich umgehend als Stammspieler und war im weiteren Verlauf des Jahres an irischen Siegen über Neuseeland, Südafrika und Australien maßgeblich beteiligt. Beim Six Nations 2023 gehörte er in allen fünf Partien der Startformation an. Er erzielte drei Versuche und trug somit wesentlich zum Turniersieg der Iren mitsamt Grand Slam bei.

## Erfolge
Irland:
- Sieger Six Nations: 2023
- Grand Slam: 2023
- Triple Crown: 2022, 2023